# Венера Урбинска
Картината „Венера Урбинска“ е сред най-известните произведения на италианския художник Тициан. Нарисувана е по поръчка на херцога на Урбино Гуидобалдо II дела Ровере.

## Прототип
Възможно е за прототип на Венера да е послужила младата съпруга на Гуидобалдо – Джулия Варано. Според друга версия за модел е послужила любимата на Тициан, която той е рисувал върху поне три други платна.
Има и предположение, че на картината е изобразена майката на Гуидобалдо, Елеонора Гондзага, което се основата на определено сходство между портретите на Елеонора от Тициан и голата женска фигура тук, а освен това и на двете платна е изобразено едно и също куче.

## Влияние
„Венера Урбинска“ вдъхновява Едуар Мане за създаването на неговата знаменита „Олимпия“.